# Musikbildungszentrum Südwestfalen

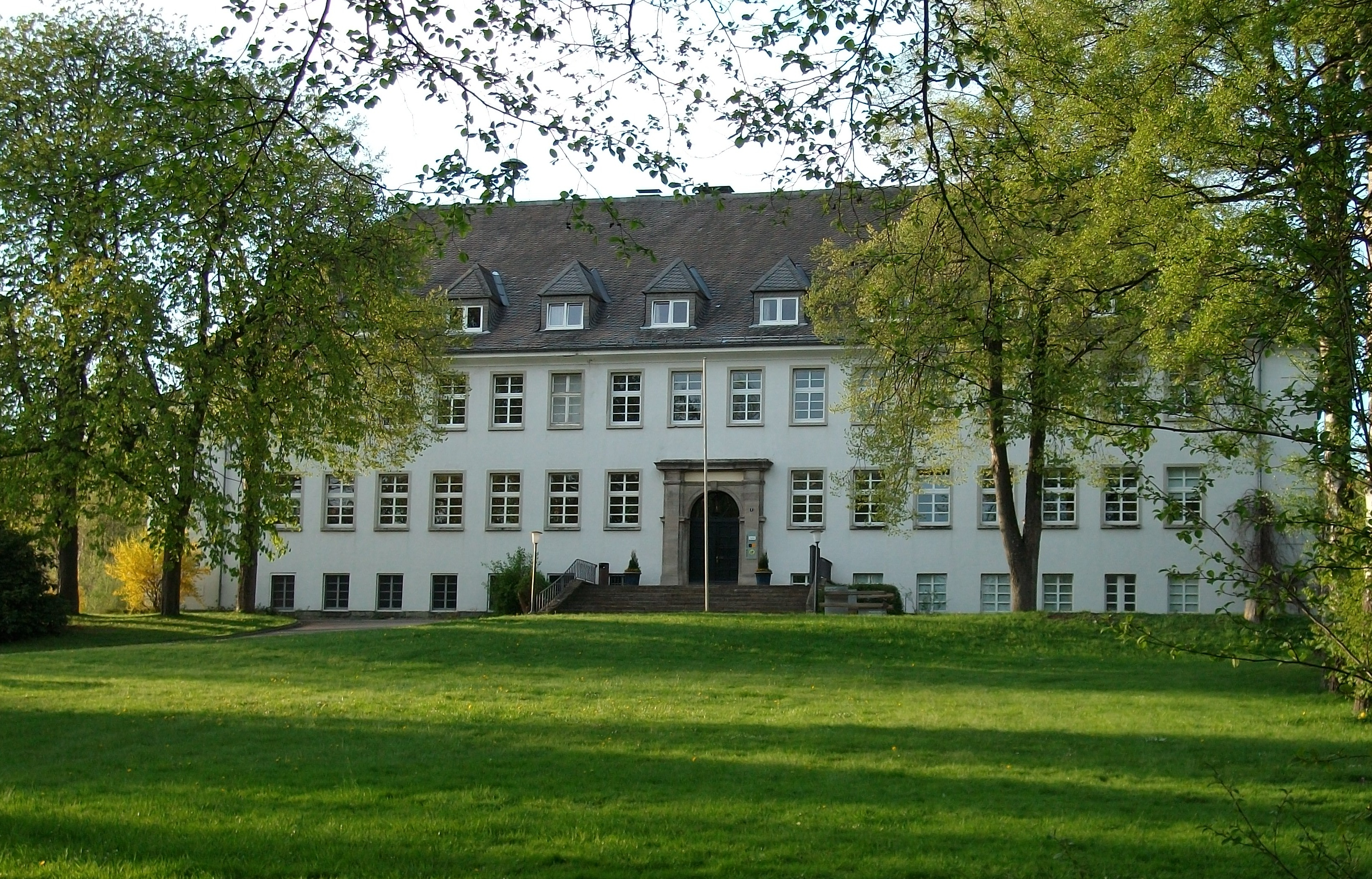
Musikbildungszentrum Südwestfalen

Das Musikbildungszentrum Südwestfalen befindet sich in Schmallenberg in der Ortschaft Bad Fredeburg.

## Geschichte des Bauwerks

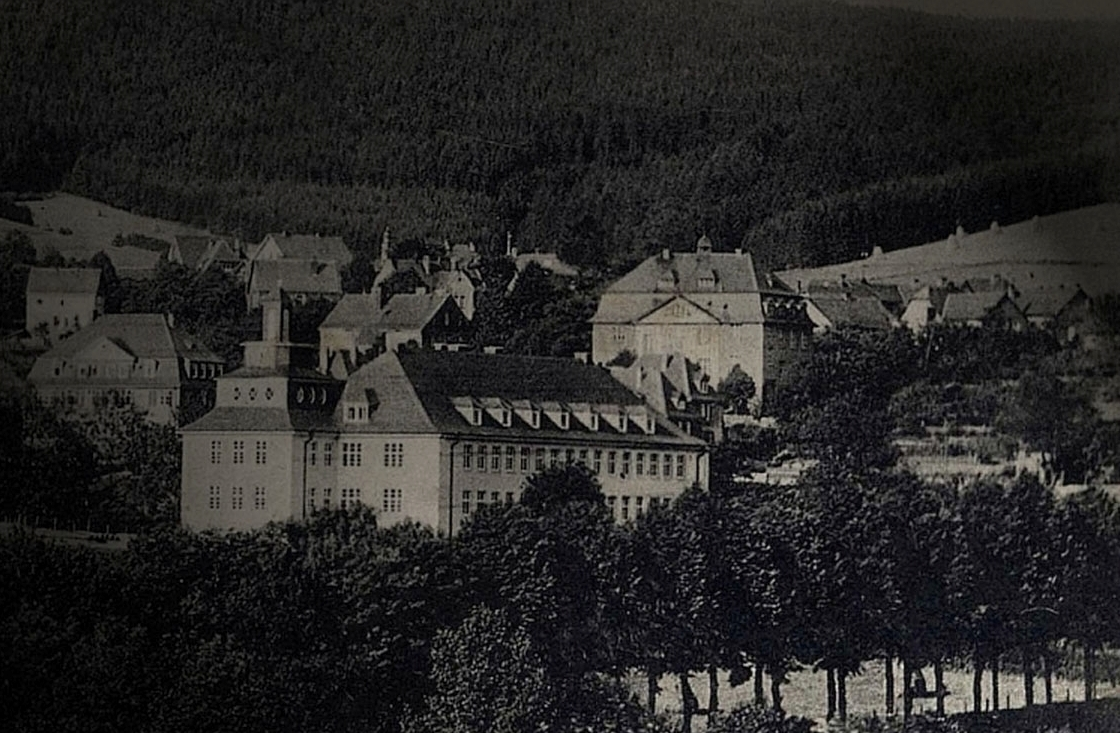
Aufbauschule in den 1930er-Jahren

### Anfänge bis 1947 (Von der Mädchenaufbauschule zur Bildungseinrichtung)
Das Gebäude des Musikbildungszentrums hatte eine bewegte Geschichte. Anfang der 1920er Jahre wurde das Haus geplant, um dort eine Aufbauschule für Mädchen unterzubringen. Die Schule wurde von dem Architekten und Kreisbaumeister Wilhelm Kathol entworfen. Im August 1929 bezog die Mädchenaufbauschule mit Internat das Gebäude. Die Einweihung der Aufbauschule erfolgte am 23./24. September 1929 in Anwesenheit des Oberpräsidenten Johannes Gronowski. Ostern 1930 erfolgte der Ausbau auf sechs Jahrgangsstufen (Kl. 8–13).
Doch bereits 1935 wurde das Bauwerk wegen erheblicher Schulden an die paramilitärische Kampforganisation SA vermietet. Die SA erwarb später für den halben Erbauungspreis das Gebäude, um dort eine SA-Führerschule einzurichten. Nachfolgend wurde daraus die einzige SA-Gruppenführerschule in Deutschland. Für die damalige Stadt Fredeburg war die Schule nicht nur finanziell ein Desaster. Eine Zeit lang kam es zwischen der katholischen Landjugend und den unerwünschten SA-Schülern zu erheblichen Streitigkeiten, Schlägereien und sogar Überfällen. Die Verlegung der SA-Schule nach Erwitte erfolgte jedoch erst 1944. Nachfolgend bis zum ersten Luftangriff am 4. April 1945 war das Haus ein Lazarett.
Auf Druck der Briten wurde dann im Oktober 1945 in dem Gebäude eine Polizeischule eröffnet. Nach Intervention der Bevölkerung erfolgte schon 1946 der Umzug der Schule. Hiernach gab es Überlegungen aus dem Haus eine Bildungseinrichtung zu machen. 1947 erhielt das Kultusministerium von Nordrhein-Westfalen von der englischen Verwaltung die Liegenschaft.

### 1948 bis 2003 (Einrichtung des Deutschen Bauernverbandes)

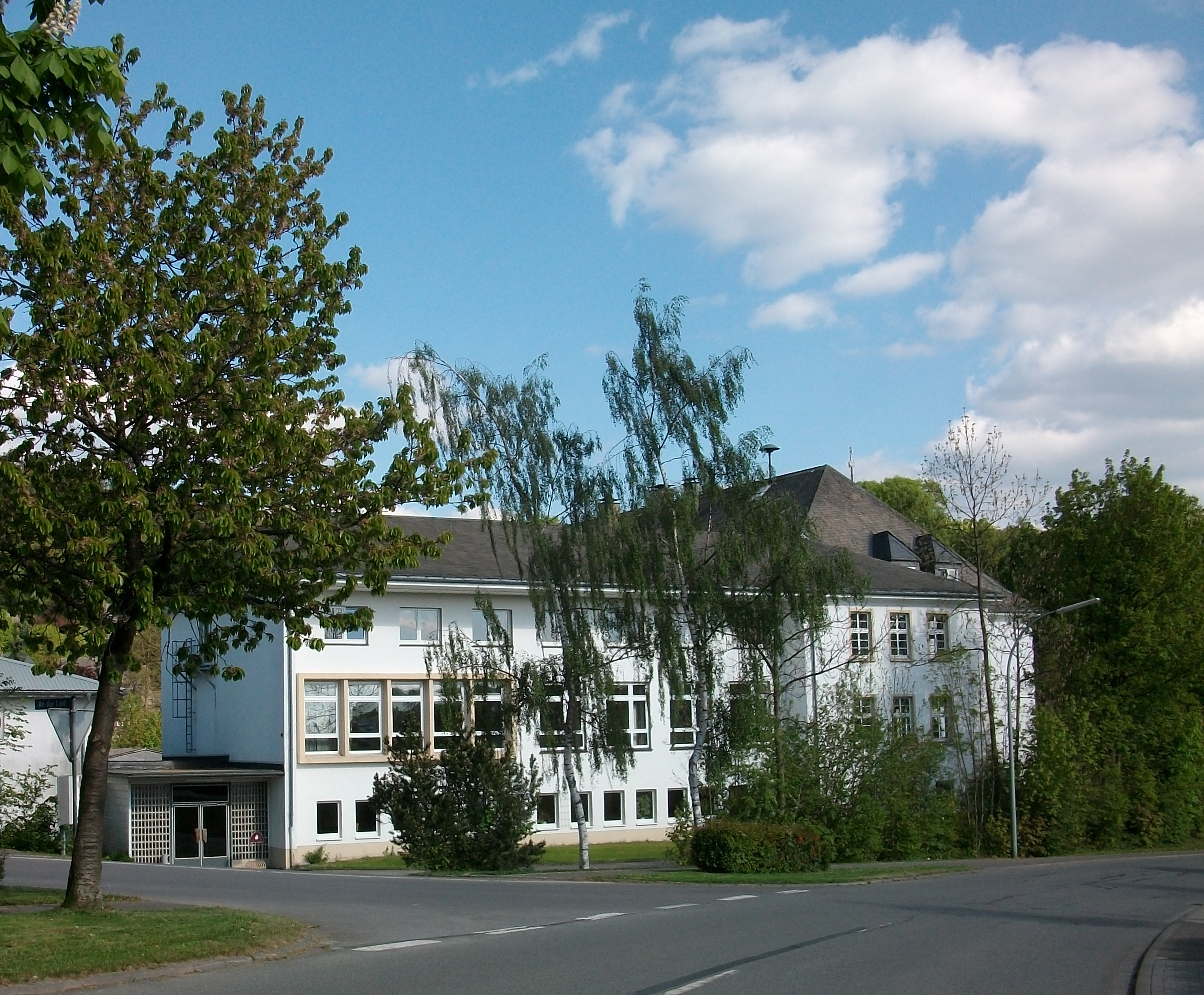
Seitenansicht der Akademie nach dem Erweiterungsbau

Danach bemühte sich Andreas Hermes, der damalige Präsident des Deutschen Bauernverbandes, um die Gründung einer Bauernhochschule in Fredeburg. Ein Jahr später fanden erste Schulungen in der neuen Bildungsstätte des Landes Nordrhein-Westfalen statt. Erster Leiter der Bildungsstätte war Viktor Engelhardt. Der erste Bauernhochschulkurs fand 1948/49 statt. Ihm gingen die Gründungsformalitäten der „Deutschen Bauernhochschule Fredeburg“ voraus. Georg Raederscheidt wurde im Jahr 1948 Leiter der Bauernhochschule. An der Deutschen Bauernhochschule Fredeburg waren unter anderem die Professoren Hellmut Wollenweber, Franz Gerl, Herbert Kötter und Wolfgang Legler tätig. Die Deutsche Bauernhochschule erwarb erst 1952 das Gebäude. Anlässlich des 10-jährigen Bestehens der Bauernhochschule kam Bundespräsident Theodor Heuss nach Fredeburg.
Anfang der 60er Jahre erfolgte mit dem Erweiterungsbau auch die Umbenennung. In einer Versammlung am 9. Mai 1960 wurde mit der Satzungsänderung ein neuer Name für die Bauernhochschule beschlossen. Auf Vorschlag des Jugendministeriums benannte man die Bauernhochschule in Deutsche Landjugend-Akademie Fredeburg um. Als neue Aufgabe kam die wissenschaftliche Forschung auf dem Gebiet der Jugendarbeit hinzu.
Der Erweiterungsbau wurde im Jahr 1963 von dem damaligen Bundespräsidenten Heinrich Lübke feierlich eröffnet. Im Jahr 1996 besuchten rund 19.000 Teilnehmer die Einrichtungen der DLA. Später wurde die Deutsche Landjugend-Akademie-Fredeburg e.V. (DLA) in Andreas Hermes-Akademie umbenannt.

### 2003 bis zur Gegenwart (Akademie Bad Fredeburg, Musikbildungszentrum Südwestfalen)
Im Jahr 2003 kam das Gebäude wieder in städtischen Besitz. Danach erfolgte die Umbenennung zur Akademie Bad Fredeburg. In der Akademie befand sich ein Zentrum für Kultur, Bildung und Tourismus. Partner der Akademie waren das Humboldt-Institut, die Musikschule Hochsauerlandkreis und die Stadt Schmallenberg.
Zehn Jahre später wurde die Akademie im Rahmen der Regionale 2013 zum „Musikbildungszentrum Südwestfalen“ um- und ausgebaut. Die Kosten für den Neubau und Umbau des Altbaus betrugen 8,19 Mio. Euro. Das südwestfälische Musikbildungszentrum wurde von dem nordrheinwestfälischen Bauminister Michael Groschek am 3. Juli 2015 offiziell eingeweiht. Die Geschäftsstellen des Sauerland-Tourismus e.V. und der Internationale Gesellschaft für Musikpädagogische Fortbildung e.V. (IGMF) sind aktuell auch in dem Gebäude untergebracht.

### Bekannte Absolventen
Zu den bekannten Absolventen der Einrichtung des Deutschen Bauernverbandes gehörten:
- Josef Brunner  (1928–2012), deutscher Politiker (MdB)
- Martin Horstmeier (1929–2024), deutscher Politiker (MdB)
- Helma Schmitt (* 1931), deutsche Politikerin und ehemalige Landtagsvizepräsidentin in Rheinland-Pfalz
- Hermann Kroll-Schlüter (* 1939), deutscher Politiker (MdB) und Staatssekretär im Ministerium für Landwirtschaft und Forsten des Freistaates Sachsen.
- Eckhard Uhlenberg (* 1948), deutscher Politiker (MdL) und ehemaliger Landesminister für Umwelt und Naturschutz, Landwirtschaft und Verbraucherschutz sowie Landtagspräsident in Nordrhein-Westfalen